# Mauricio Macri
Mauricio Macri (* 8. února 1959, Tandil, provincie Buenos Aires, Argentina) je argentinský stavební inženýr podnikatel a politik, od 10. prosince 2015 do 10. prosince 2019 prezident Argentiny (Presidente de la Nación Argentina).

## Původ
Jeho otec Francisco Macri se narodil v Itálii a v Argentině se stal úspěšným podnikatelem. Macriho matka se za svobodna jmenovala Alicia Blanco Villegas.

## Politická kariéra
Mauricio Macri působil od roku 2007 jako starosta Buenos Aires. Od roku 1995 do 2008 šéfoval fotbalovému klubu Boca Juniors. V roce 2011 byl považován za potenciálního kandidáta na úřad prezidenta, tuto možnost ale odmítl a znovu se stal starostou hlavního města. V roce 2015 se již zúčastnil prezidentských voleb a v listopadu 2015 porazil kandidáta Fronty za vítězství podporovaného končící prezidentkou Cristinou Fernández de Kirchner. Jeho zvolením končí tzv. éra kirchnerismu, kdy Argentině vládli levicoví Néstor Kirchner a po něm jeho manželka Cristina Fernández.[zdroj⁠?!]